# Người về đem tới ngày vui
"Người về đem tới ngày vui" là một bản giao hưởng thơ một chương của nhạc sĩ Trọng Bằng. Tác phẩm có nội dung thể hiện cảm xúc và tình yêu thương của người dân Việt Nam nói chung và người sáng tác nói riêng đối với Hồ Chí Minh. Đây cũng là một trong những tác phẩm giúp cho Trọng Bằng được trao giải thưởng Hồ Chí Minh đợt V về văn học nghệ thuật năm 2017.  

## Sáng tác và biểu diễn
Trọng Bằng hoàn thành bản giao hưởng "Người về đem tới ngày vui" vào năm 1990, nhân kỉ niệm 100 năm ngày sinh Hồ Chí Minh, cũng là để chuẩn bị lễ kỉ niệm 50 năm thành lập Quân đội nhân dân Việt Nam. Sáng tác này của Trọng Bằng được viết dựa trên câu hát "Người về đem tới ngày vui" trong ca khúc nổi tiếng "ca ngợi Chủ tịch Hồ Chí Minh" của nhạc sĩ Văn Cao.
Tác phẩm được biểu diễn lần đầu tại Hội trường Ba Đình đêm ngày 19 tháng 5 năm 1990, sau đó tiếp tục được trình diễn tại Nhạc viện Thành phố Hồ Chí Minh nhân kỷ niệm 15 năm thành lập. Bản giao hưởng liên tục được trình diễn trình diễn ở Hà Nội do các dàn nhạc giao hưởng của Nhạc viện Hà Nội, dàn nhạc giao hưởng Việt Nam và Nhà hát Nhạc vũ kịch Việt Nam, và còn được chuyển soạn cho các dàn nhạc hòa tấu accordeon và đàn điện tử. Ngày 19 tháng 5 năm 2000, bản giao hưởng thơ tiếp tục được dàn nhạc của dàn nhạc Nhà hát Nhạc vũ kịch Việt Nam trình diễn ngay tại làng Sen, quê hương của Hồ Chí Minh.
Trong những năm sau, "Người về đem tới ngày vui" được nhạc trưởng Honna Tetsuji chỉ huy trong phần mở đầu Chương trình hòa nhạc đặt vé trước mang tên "Việt Nam – Hồ Chí Minh". Ngày 2 tháng 5 năm 2006, Dàn nhạc thành phố Ashiya của Nhật Bản đã biểu diễn tác phẩm này tại Hà Nội, không lâu sau đó vào ngày 9 tháng 7, "Người về đem tới ngày vui" là tác phẩm mở đầu cho chương trình Hòa nhạc hữu nghị giữa hai dàn nhạc thủ đô Hà Nội và thành phố Hồ Chí Minh.
Năm 2008, bản giao hưởng xuất hiện trong buổi hòa nhạc gây quỹ học bổng do Hãng hàng không  Việt Nam tổ chức do Dàn nhạc Giao hưởng Việt Nam tổ chức. Ngày 24 tháng 7 năm 2012, "Người về đem tới ngày vui" được 75 nhạc công Việt Nam biểu diễn trong chương trình Hòa nhạc Toyota 2012 Việt Nam – Lào – Campuchia trong đêm diễn đầu tiên tại thủ đô Viêng Chăn của Lào. Nhạc trưởng Fukumura Yoshikazu đã chỉ huy tác phẩm vào hai ngày 10 và 11 tháng 11 năm 2004.  Nhạc trưởng Colin Metters ngoài những đêm biểu diễn tại Nhà hát Lớn Hà Nội còn mang bản nhạc sang Trung Quốc biểu diễn cùng với Dàn nhạc Giao hưởng Việt Nam. Tháng 12 năm 2001, khi Dàn nhạc Giao hưởng Việt Nam biểu diễn dưới sự chỉ huy của nhạc trưởng Graham Sutcliffe tại Băng Cốc, các nhạc công dàn nhạc Thái Lan đã "ùa lên sân khấu chúc mừng", đồng thời đòi xin tổng phổ và các phân phổ và lấy ngay tại chỗ. Nhờ có nội dung mang tính ca ngợi tình yêu quê hương đất nước và niềm tự hào của dân tộc Việt Nam mà bản giao hưởng này tiếp tục được biểu diễn ở chương trình "Điều còn mãi" thường niên nhân dịp Quốc khánh Việt Nam trong một số năm như 2015 và 2022.

## Cấu trúc
Tác phẩm là bản giao hưởng thơ một chương được sáng tác ở hình thức sonata trên giọng Fa trưởng, trong đó phó giáo sư, tiến sĩ âm nhạc Phạm Tú Hương phân tích chủ đề chính của bản giao hưởng thành hai nhân tố âm nhạc. Nhân tố thứ nhất là nét giai điệu mở đầu của ca khúc "ca ngợi Hồ Chủ Tịch" của Văn Cao, nhân tố thứ hai là nét giai điệu được dâng lên cao và phát triển theo lối mô tiến được Trọng Bằng đưa cảm xúc cá nhân vào giai điệu. Hai nhân tố này đã kết hợp để hình thành một chủ đề âm nhạc và là những thành phần chính để Trọng Bằng phát triển toàn bộ bản giao hưởng.

### Phần trình bày
Phần trình bày được bắt đầu ngay bằng chủ đề 1 ở bè violin và clarinet, sau đó là đoạn nhạc nối phát triển từ nhân tố thứ nhất của chủ đề 1. Với sự thay đối tiết tấu ở đoạn nhạc nối, Trọng Bằng sử dụng thủ pháp phức điệu nhằm tạo ra sự đối đáp giữa bộ gõ và các nhạc cụ trầm của bộ dây (cello và Contrebasse). Đoạn nối tiếp được tiếp diễn với một canon tiết tấu nhanh mang tính thôi thúc do bộ dây đảm nhiệm để dẫn dắt vào chủ đề 2.
Chủ đề 2 là nét giai điệu mang tính "trầm tư, suy tưởng", gợi nhớ về lịch sử Việt Nam dưới thời kì chịu sự xâm lược của thực dân Pháp. Chủ đề này do kèn oboe đảm nhiệm với phần giai điệu nền của kèn fagotte cùng cello và contrebasse. Phó giáo sư âm nhạc Nguyễn Thị Nhung cho rằng chủ đề này có tính trữ tình như điệu hò vùng sông nước tại Việt Nam và được xây dựng trên thang âm ngũ cung. Sau khi kết thúc phần trình bày, chủ đề 1 tái xuất hiện nhưng được chuyển sang giọng La trưởng với âm sắc của sáo flute thể hiện. Để dẫn sang phần phát triển, Trọng Bằng xây dựng một cầu nối bằng thủ pháp mô tiến quãng 2 đi lên từ chất liệu hai của chủ đề 1 với tốc độ chậm.

### Phần phát triển
Phần phát triển gồm có 2 đoạn. Giai đoạn 1 ở tốc độ nhanh (Allegro). Nhân tố thứ nhất của chủ đề 1 được biến đổi thành nét nhạc mang tính thôi thúc. Sự kết hợp giữa thủ pháp canon mô tiến quãng 3 giữa bộ gõ và nhạc cụ trầm của bộ dây, cùng sự tham gia của các nhạc bộ đồng và trống timpani ở cường độ lớn đã góp phần tạo nên hiệu quả mạnh mẽ và tương phản với phần trình bày. Sau đó là một đoạn nhạc mang tính "kịch tính, không ổn định". Trọng Bằng sử dụng thủ pháp chia nhỏ chất liệu chủ đề thành những ý nhạc ngắn, được phát triển theo hình thức mô tiến quãng nửa cung liên tục hay tiến hành kiểu canon ở các nhạc cụ khác nhau trên nền đệm hiệu ứng tremolo của cello và contrebasse.
Đoạn nhạc thứ hai của phần phát triển là đoạn nhạc "mạnh mẽ, dứt khoát", mang tính chất hành khúc. Trong đoạn nhạc này, Trọng Bằng đưa vào chủ đề âm nhạc mới được phát triển từ ca khúc "Quê hương vang lên tiếng hát tự hào" sáng tác năm 1969 của ông. Chủ đề hành khúc này sau đó xuất hiện liên tục ở các cao độ khác nhau, và cũng là đoạn nhạc kết thúc của phần phát triển. Cũng trong đoạn nhạc này, tác giả còn sử dụng thêm chất liệu dân ca đồng bằng Bắc Bộ với làn điệu "Mừng hội cướp bông", thậm chí là xen kẽ cả các âm điệu và tiết tấu đặc trưng của dân ca các dân tộc Tây Nguyên và Tây Bắc Bộ. Ông đã sử dụng nhiều thủ pháp diễn tả khác nhau của nhạc khí gõ để làm nổi bật không khí trong những ngày lễ hội tại Việt Nam.

### Phần tái hiện
Phần tái hiện được bắt đầu bằng sự quay lại chủ đề 1 ở giọng Fa trưởng. Khác với phần trình bày, chủ đề lần này có phần mượt mà hơn và do kèn oboe cùng violin và viola diễn tấu. Âm nhạc của phần này được biểu diễn theo tính chất "mượt mà, trong sáng". Cũng như phần tái hiện như hình thức sonata cổ điển, các nhân tố ở phần trình bày lại lần lượt xuất hiện ở đây, nhưng chủ đề 2 không tái hiện ở giọng gốc mà chuyển sang giọng thứ cùng tên (giọng Fa thứ). Phần Coda là một đoạn nhạc mang tính "hoành tráng, lạc quan và tin tưởng" của âm hưởng bài hát "Ca ngợi Hồ Chí Minh".

## Giải thưởng
Sau khi được hoàn thành, "Người về đem tới ngày vui" liên tục được chính Trọng Bằng chỉ huy Dàn nhạc Giao hưởng Việt Nam và dàn nhạc Giao hưởng Nhạc viện Hà Nội biểu diễn nhiều lần. Năm 1991, tác phẩm được trao tặng Huy chương Vàng tại Hội diễn Nghệ thuật toàn quốc. Năm 1993, bản giao hưởng được Hội Nhạc sĩ Việt Nam trao giải Nhất. Năm 2017, "Người về đem tới ngày vui" thuộc một trong những tác phẩm giúp cho Trọng Bằng được trao giải thưởng Hồ Chí Minh đợt V về văn học nghệ thuật.

## Đánh giá
Bản giao hưởng "Người về đem tới ngày vui" được đánh giá là một tác phẩm "rất thành công" về đề tài chủ tịch Hồ Chí Minh. Bằng những kiến thức hoà âm phối khí của bản thân, Trọng Bằng đã khai thác tính năng của các nhạc cụ kết hợp với sự pha trộn âm sắc của chúng để tạo những mảng âm thanh khác nhau. Theo Phạm Tú Hương, yếu tố làm nên sự thành công của tác phẩm còn nằm ở việc Trọng Bằng cũng sử dụng những thủ pháp hòa thanh và phức điệu kết hợp với sự phát triển các nhân tố giai điệu. Theo nhà phê bình âm nhạc Nguyễn Thị Nhung, bản giao hưởng có hình tượng âm nhạc cụ thể, ngôn ngữ âm nhạc "dễ hiểu" và có cấu trúc âm nhạc "khúc chiết".
Nhạc trưởng Nguyễn Thiếu Hoa cho biết khi ông chỉ huy tác phẩm, "dân chúng kéo đến xem rất đông và đặc biệt nghe nhạc giao hưởng với một thái độ chăm chú và say sưa...". Nhạc trưởng Honna Tetsuji cho rằng ông là người yêu thích bản nhạc này nhất, là bản nhạc mà ông đã chỉ huy đầu thập niên 2000 rất nhiều lần ở Việt Nam cũng như ở Nhật Bản. Honna Tetsuji thậm chí đã dùng câu "Người về đem tới ngày vui" làm tên địa chỉ email của mình tại Nhật Bản.
"Người về đem tới ngày vui" luôn được biểu diễn trong các chương trình trình diễn nhạc giao hưởng tại Việt Nam và còn được đưa vào giáo trình giảng dạy chuyên ngành Chỉ huy giao hưởng của Học viện Âm nhạc Quốc gia trong phần các tác phẩm Việt Nam. Tiến sĩ Nguyễn Bách cũng đã đưa bản giao hưởng này vào phần "Một số giao hưởng thơ nổi tiếng" trong cuốn sách "Từ điển giải thích thuật ngữ âm nhạc" của mình.